# Verona Elder
Verona Marolin Elder z domu Bernard (ur. 5 kwietnia 1953 w Wolverhampton) – brytyjska lekkoatletka, sprinterka, trzykrotna halowa mistrzyni Europy i dwukrotna mistrzyni igrzysk Wspólnoty Narodów.

## Życiorys
Specjalizowała się w biegu na 400 metrów. Zajęła 4. miejsce w sztafecie 4 × 400 metrów na mistrzostwach Europy w 1971 w Helsinkach. Odpadła w półfinale biegu na 400 metrów na halowych mistrzostwach Europy w 1972 w Grenoble. Na igrzyskach olimpijskich w 1972 w Monachium zajęła 5. miejsce w sztafecie 4 × 400 metrów i odpadła w ćwierćfinale biegu na 400 metrów.
Zwyciężyła w biegu na 400 metrów na halowych mistrzostwach Europy w 1973 w Rotterdamie, wyprzedzając reprezentantki NRD Waltraud Dietsch i Renate Siebach.
Jako reprezentantka Anglii wystąpiła na igrzyskach Brytyjskiej Wspólnoty Narodów w 1974 w Christchurch, gdzie zwyciężyła w sztafecie 4 × 400 metrów (w składzie: Jannette Roscoe, Ruth Kennedy, Susan Pettett i Elder) oraz zdobyła srebrny medal w biegu na 400 metrów, za Yvonne Saunders z Kanady. Startując w barwach Wielkiej Brytanii zajęła 7. miejsce w finale biegu na 400 metrów i 6. miejsce w sztafecie 4 × 400 metrów na mistrzostwach Europy w 1974 w Rzymie.
Ponownie zwyciężyła w biegu na 400 metrów na halowych mistrzostwach Europy w 1975 w Katowicach, przed zawodniczkami radzieckimi Nadieżdą Iljiną i Intą Kļimovičą. Odpadła w ćwierćfinale biegu na 400 metrów w zajęła 7. miejsce w sztafecie 4 × 400 metrów na igrzyskach olimpijskich w 1976 w Montrealu. Zdobyła srebrny medal w biegu na 400 metrów na halowych mistrzostwach Europy w 1977 w San Sebastián, przegrywając tylko z Maritą Koch z NRD, a na halowych mistrzostwach Europy w 1978 w Mediolanie zajęła 6. miejsce w biegu na 800 metrów.
Zwyciężyła w sztafecie 4 × 400 metrów (w składzie: Ruth Kennedy, Joslyn Hoyte, Elder i Donna Hartley) oraz zdobyła srebrny medal w biegu na 400 metrów (za Donną Hartley) na igrzyskach Wspólnoty Narodów w 1978 w Edmonton. Na mistrzostwach Europy w 1978 w Pradze zajęła 8. miejsce w biegu na 400 metrów i 4. miejsce w sztafecie 4 × 400 metrów.
Po raz trzeci zdobyła złoty medal w biegu na 400 metrów na halowych mistrzostwach Europy w 1979 w Wiedniu, wyprzedzając Jarmilę Kratochvílovą z Czechosłowacji i Karoline Käfer z Austrii. Na halowych mistrzostwach Europy w 1981 w Grenoble zdobyła w tej konkurencji brązowy medal, za Kratochvílovą i Natalją Bocziną z ZSRR, a na halowych mistrzostwach Europy w 1982 w Mediolanie odpadła w półfinale na tym dystansie. Wystąpiła w biegu na 400 metrów przez płotki na igrzyskach Wspólnoty Narodów w 1982 w Brisbane, ale nie ukończyła biegu eliminacyjnego.
20 sierpnia 1977 w Londynie ustanowiła rekord świata w sztafecie 4 × 200 metrów czasem 1:31,6 (sztafeta brytyjska biegła w składzie: Elder, Donna Hartley, Sharon Colyear i Sonia Lannaman).
Elder była mistrzynią Wielkiej Brytanii (AAA) w biegu na 400 metrów w 1972, 1976 i 1977, wicemistrzynią na tym dystansie w 1975, 1978 i 1979 oraz brązową medalistką w 1971 i 1980, a także brązową medalistką w biegu na 400 metrów przez płotki w 1982. W hali była mistrzynią w biegu na 400 metrów w latach 1972, 1973, 195–1977, 1979, 1981 i 1982 oraz w biegu na 800 metrów w 1978.
Była dwukrotnie rekordzistką Wielkiej Brytanii w biegu na 400 metrów do czasu 51,94 s (26 stycznia 1974 w Christchurch) i kilkakrotnie w sztafecie 4 × 400 metrów do wyniku 3:25,87 (19 czerwca 1982 w Londynie).
Otrzymała Order Imperium Brytyjskiego V klasy (MBE).